# Campionati del mondo di ciclismo su pista juniors 2017
I Campionati del mondo di ciclismo su pista juniors 2017 sono stati disputati a Montichiari, in Italia, tra il 23 e il 27 agosto 2017.

## Medagliere
| Pos.   | Nazione       | Oro | Argento | Bronzo | Totale |
| ------ | ------------- | --- | ------- | ------ | ------ |
| 1      | Russia        | 5   | 5       | 2      | 12     |
| 2      | Italia        | 4   | 1       | 2      | 7      |
| 3      | Francia       | 4   | 0       | 2      | 6      |
| 4      | Danimarca     | 3   | 1       | 0      | 4      |
| 5      | Nuova Zelanda | 1   | 1       | 2      | 4      |
| 6      | Canada        | 1   | 1       | 0      | 2      |
| 7      | Rep. Ceca     | 1   | 0       | 0      | 1      |
| 7      | Ucraina       | 1   | 0       | 0      | 1      |
| 9      | Germania      | 0   | 4       | 1      | 5      |
| 10     | Paesi Bassi   | 0   | 2       | 1      | 3      |
| 10     | Polonia       | 0   | 2       | 1      | 3      |
| 12     | Australia     | 0   | 1       | 4      | 5      |
| 13     | Gran Bretagna | 0   | 1       | 1      | 2      |
| 13     | Irlanda       | 0   | 1       | 1      | 2      |
| 15     | Argentina     | 0   | 0       | 1      | 1      |
| 15     | Bielorussia   | 0   | 0       | 1      | 1      |
| 15     | Corea del Sud | 0   | 0       | 1      | 1      |
| Totale | Totale        | 20  | 20      | 20     | 60     |

## Risultati
| Eventi                   | Oro                                                                          | Tempo    | Argento                                                                                   | Tempo    | Bronzo                                                            | Tempo    |
| Uomini                   |                                                                              |          |                                                                                           |          |                                                                   |          |
| Chilometro               | Pavel Perčuk Russia                                                          | 1'01"768 | Carl Hinze Germania                                                                       | 1'02"403 | Jackson Ogle Nuova Zelanda                                        | 1'02"756 |
| Keirin                   | Pavel Perčuk Russia                                                          |          | Daniel Rochna Polonia                                                                     |          | James Brister Australia                                           |          |
| Velocità                 | Rayan Helal Francia                                                          |          | Dmitrij Nesterov Russia                                                                   |          | James Brister Australia                                           |          |
| Velocità a squadre       | Russia Daniil Komkov Dmitrij Nesterov Pavel Rostov                           | 44"355   | Germania Timo Bichler Elias Edbauer Carl Hinze                                            | 45"314   | Polonia Cezary Laczkowski Łukasz Kowal Daniel Rochna              | 45"049   |
| Inseguimento individuale | Johan Price-Pejtersen Danimarca                                              | 3'15"856 | Xeno Young Irlanda                                                                        | 3'16"591 | Lev Gonov Russia                                                  | 3'17"407 |
| Inseguimento a squadre   | Russia Lev Gonov Dmitrij Muchomed'jarov Ivan Smirnov Gleb Syrica             | 4'01"675 | Danimarca Johan Price-Pejtersen Kristian Eriksen Julius Johansen Oliver Wulff Frederiksen | 4'03"928 | Nuova Zelanda Joshua Scott Corbin Strong Aaron Wyllie Harry Waine | 4'03"044 |
| Americana                | Danimarca Mathias Larsen Julius Johansen                                     | 43 pt    | Russia Lev Gonov Gleb Syrica                                                              | 25 pt    | Australia Isaac Buckell Godfrey Slattery                          | 23 pt    |
| Corsa a punti            | Oleh Kanaka Ucraina                                                          | 38 pt    | Ivan Gerasimov Russia                                                                     | 30 pt    | JB Murphy Irlanda                                                 | 29 pt    |
| Scratch                  | Daniel Babor Rep. Ceca                                                       |          | Filip Prokopyszyn Polonia                                                                 |          | Ivan Gabriel Puiz Argentina                                       |          |
| Omnium                   | Julius Johansen Danimarca                                                    | 117 pt   | Stephen Cuff Australia                                                                    | 109 pt   | Uladzislau Tsimoshyk Bielorussia                                  | 96 pt    |
| Donne                    |                                                                              |          |                                                                                           |          |                                                                   |          |
| 500 metri                | Mathilde Gros Francia                                                        | 33"937   | Lea Friedrich Germania                                                                    | 34"301   | Jana Tyščenko Russia                                              | 34"625   |
| Keirin                   | Mathilde Gros Francia                                                        |          | Steffie van der Peet Paesi Bassi                                                          |          | Kim Hye-su Corea del Sud                                          |          |
| Velocità                 | Mathilde Gros Francia                                                        |          | Lauren Bate-Lowe Gran Bretagna                                                            |          | Lea Friedrich Germania                                            |          |
| Velocità a squadre       | Russia Polina Vaščenko Jana Tyščenko                                         | 34"438   | Germania Emma Götz Lea Friedrich                                                          | 34"446   | Regno Unito Georgia Hilleard Lauren Bate-Lowe                     | 35"102   |
| Inseguimento individuale | Ellesse Andrews Nuova Zelanda                                                | 2'19"038 | Letizia Paternoster Italia                                                                | 2'19"641 | Elena Pirrone Italia                                              | 2'22"626 |
| Inseguimento a squadre   | Italia Chiara Consonni Letizia Paternoster Martina Fidanza Vittoria Guazzini | 4'21"554 | Nuova Zelanda Ellesse Andrews Nicole Shields Kate Smith Emily Shearman                    | 4'27"610 | Francia Laura da Cruz Clara Copponi Marie Le Net Valentine Fortin | 4'30"749 |
| Corsa a punti            | Maggie Coles-Lyster Canada                                                   | 41 pt    | Marija Novolodskaja Russia                                                                | 29 pt    | Chiara Consonni Italia                                            | 29 pt    |
| Scratch                  | Martina Fidanza Italia                                                       |          | Mylene de Zoete Paesi Bassi                                                               |          | Alexandra Martin-Wallace Australia                                |          |
| Americana                | Italia Letizia Paternoster Chiara Consonni                                   | 70 pt    | Russia Dar'ja Malkova Marija Novolodskaja                                                 | 55 pt    | Francia Marie Le Net Valentine Fortin                             | 39 pt    |
| Omnium                   | Letizia Paternoster Italia                                                   | 125 pt   | Maggie Coles-Lyster Canada                                                                | 115 pt   | Mylene de Zoete Paesi Bassi                                       | 112 pt   |